# Tổng giáo phận Palembang
Tổng giáo phận Palembang (tiếng Indonesia: Keuskupan Agung Palembang; tiếng Latinh: Archidioecesis Palembangensis) là một tổng giáo phận của Giáo hội Công giáo Rôma, với tòa giám mục đặt tại thành phố Palembang thuộc tỉnh Nam Sumatra, Indonesia.

## Địa giới
Địa giới tổng giáo phận bao gồm các tỉnh Nam Sumatra, Jambi và Bengkulu ở phía nam đảo Sumatra thuộc Indonesia.
Tòa giám mục và Nhà thờ chính tòa Đức Bà Maria của tổng giáo phận được đặt tại thành phố Palembang.
Tổng giáo phận được chia thành 29 giáo xứ.

## Lịch sử
Hạt Phủ doãn Tông tòa Benkoelen được thành lập vào ngày 27/12/1923 theo đoản sắc Cum propagationi của Giáo hoàng Piô XI, trên phần lãnh thổ tách ra từ Hạt Phủ doãn Tông tòa Sumatra (nay là Tổng giáo phận Medan).
Vào ngày 13/6/1939 Hạt Phủ doãn Tông tòa được nâng cấp thành một Hạt Đại diện Tông tòa theo tông sắc Apostolica của Giáo hoàng Piô XII, đổi tên thành Hạt Đại diện Tông tòa Palembang.
Vào ngày 19/6/1952 một phần lãnh thổ của Hạt Đại diện Tông tòa được tách ra để thành lập Hạt Phủ doãn Tông tòa Tandjung-Karang (nay là Giáo phận Tanjungkarang).
Vào ngày 3/1/1961 Hạt Đại diện Tông tòa được nâng cấp thành một giáo phận theo tông sắc Quod Christus của Giáo hoàng Gioan XXIII. Ban đầu giáo phận là một giáo phận trực thuộc Tổng giáo phận Medan.
Vào ngày 1/7/2003 giáo phận được nâng cấp thành một tổng giáo phận đô thành theo tông sắc Pascendi Dominici gregis của Giáo hoàng Gioan Phaolô II.

## Giám mục quản nhiệm
Các giai đoạn trống tòa không quá 2 năm hay không rõ ràng bị loại bỏ.
- Henricus Leo Smeets, S.C.I. † (28/5/1924 - 1926 từ nhiệm)
- Henricus Norbertus (Harrie) van Oort, S.C.I. † (19/1/1927 - 1934 từ nhiệm)
- Henri Martin Mekkelholt, S.C.I. † (19/1/1934 - 5/4/1963 từ nhiệm[1])
- Giuse Hubéctô Soudant, S.C.I. † (5/4/1963 - 20/5/1997 về hưu)
- Aloisiô Sudarso, S.C.I. (20/5/1997 - 3/7/2021 về hưu)
- Gioan Harun Yuwono, từ 3/7/2021

## Thống kê
Đến năm 2021, trên toàn tổng giáo phận có 80.880 giáo dân trên dân số tổng cộng 14.717.600, chiếm 0,5%.
| Năm  | Dân số   | Dân số     | Dân số | Linh mục      | Linh mục       | Linh mục      | Linh mục                | Phó tế | Tu sĩ     | Tu sĩ    | Giáo xứ |
| Năm  | giáo dân | tổng cộng  | %      | linh mục đoàn | linh mục triều | linh mục dòng | tỉ lệ giáo dân/linh mục | Phó tế | nam tu sĩ | nữ tu sĩ | Giáo xứ |
| ---- | -------- | ---------- | ------ | ------------- | -------------- | ------------- | ----------------------- | ------ | --------- | -------- | ------- |
| 1950 | 5.410    | 2.500.000  | 0,2    | 19            |                | 19            | 284                     |        | 36        | 76       | 8       |
| 1970 | 24.999   | 4.500.000  | 0,6    | 32            |                | 32            | 781                     |        | 47        | 121      |         |
| 1980 | 37.045   | 5.620.000  | 0,7    | 32            | 1              | 31            | 1.157                   |        | 51        | 116      |         |
| 1990 | 59.670   | 7.406.000  | 0,8    | 40            | 4              | 36            | 1.491                   |        | 64        | 192      | 24      |
| 1999 | 72.968   | 10.500.000 | 0,7    | 62            | 16             | 46            | 1.176                   |        | 65        | 221      | 26      |
| 2000 | 74.233   | 10.750.000 | 0,7    | 59            | 19             | 40            | 1.258                   |        | 60        | 227      | 26      |
| 2001 | 76.480   | 11.852.600 | 0,6    | 66            | 22             | 44            | 1.158                   |        | 63        | 222      | 26      |
| 2002 | 77.298   | 11.622.559 | 0,7    | 67            | 22             | 45            | 1.153                   |        | 73        | 227      | 26      |
| 2003 | 76.201   | 10.828.441 | 0,7    | 69            | 22             | 47            | 1.104                   |        | 65        | 236      | 26      |
| 2013 | 73.265   | 12.588.884 | 0,6    | 84            | 31             | 53            | 872                     |        | 69        | 333      | 26      |
| 2016 | 76.509   | 12.993.702 | 0,6    | 88            | 33             | 55            | 869                     |        | 75        | 327      | 26      |
| 2019 | 80.070   | 14.217.147 | 0,6    | 93            | 41             | 52            | 860                     |        | 78        | 368      | 29      |
| 2021 | 80.880   | 14.717.600 | 0,5    | 98            | 42             | 56            | 825                     |        | 83        | 373      | 29      |